# Білецький Борис Максимович
Бори́с Макси́мович Біле́цький (26 лютого 1889, с. Мокрець Володимирського повіту — 1969, м. Дубно) — український педагог, директор Луцької української гімназії (1929—1939 рр.).

## Біографія
Закінчив Кутаїську духовну семінарію. Служив дияконом у Камінь-Каширському районі. У 1913 році закінчив філософський факультет Варшавського університету.
З 12 жовтня 1928 року Борис Білецький працював учителем Луцької української гімназії: викладав українську мову, новітню літературу, географію, психологію.
У період 1929—1939 рр. — директор Луцької української гімназії до її закриття гімназії наприкінці 1939 року). 1939 року Луцька українська гімназія імені Лесі Українки була закрита, як «розсадник українського націоналізму». Почалися переслідування та арешти викладачів та учнів гімназії. Бориса Білецького ув'язнили, його майно конфіскували. Після Другої світової війни Білецький відбув понад десятирічне заслання у сталінських концтаборах. Повернувся на Волинь 1956 р. і переїхав жити в місто Дубно. Працював у Дубнівському музеї. 
Останні свої роки провів у сиротинці міста Дубно, там і помер у 1969 році. Похований у спільній могилі, без імені та прізвища.